# Vacska-barlang
A Vacska-barlang az Ariadne-barlangrendszer legnagyobb barlangrésze, amely egykor egymagában hosszabb volt mint a barlangrendszerhez tartozó másik 5 barlang összesen. A barlangrendszer legmélyebben, valamint legmagasabban lévő pontjai itt találhatók. Ebben a barlangban vannak a Dunántúl legnagyobb barlangtermei és cseppkövei. Hossza 7400 m.

## Leírás
A Duna–Ipoly Nemzeti Parkban, Pilisszentlélek területén nyílik. Bejárata a Pilis hegységben, a Klastrompuszta felett húzódó Csévi-szirtek meredek hegyoldalában található, 459 m tengerszint feletti magasságban. Nevét a barlang megtalálását segítő vadmacska miatt kapta.

## Kutatástörténet
A barlang bejáratát 1999-ben egy vadmacskát követve találták meg az Ariadne Karszt- és Barlangkutató Egyesület tagjai, de csak 2007 nyarán kezdődött meg a 13 méteres barlang további feltáró kutatása a Szent Özséb Barlangkutató Egyesülettel közösen. 2008. júniusban a két legvékonyabb kutatónak sikerült átpréselődnie a barlang első tágasabb termébe, a Rózsát-terembe („a türelem Rózsát-terem”). Lényegében feltárult a barlang első, csaknem egy kilométeres szakasza, a 85 méter mélyben lévő Lösz-kanyonig és a Nagykőháti-teremig, amely akkor a Pilis legnagyobb ismert barlangterme volt. Ettől fogva a feltáró kutatás két éven át minden képzeletet felülmúló gyorsasággal haladt.
Augusztus 2-án sikerült a Rejtekút-barlang és a Vacska-barlang egymáshoz legközelebbi végpontjait behatárolva a három méter hosszú, tömör agyagkitöltést átásni. Ezzel a Vacska–Rejtekút-barlangrendszer hossza meghaladta az egy kilométert.
Októberben sikerült áthatolni a Főnyomó-cső 40 méter hosszú, huzatos kuszodáján, amely mögött a Végtelen-hasadék közel egy kilométernyi hosszú járatai tárultak fel. 2009. január 11-én a mélypontot jelentő Lösz-kanyon alatt az agyagkitöltést kibontva egy 60 méter mély, kötéltechnikát igénylő aknasor tárult fel, ezzel a barlang mélysége elérte a 130 métert. Itt lett kiásva később a szifon.
Március 8-án a Csúszda-falon túl a fő huzatot, valamint a denevérkijelöléseket követve egy 10 méter széles, 15 méter magas és 50 méter hosszú csarnok tárult fel, ami a Mérföldkőháti-terem nevet kapta. A teremből közel két kilométernyi járatot bontás nélkül sikerült bejárni, hasonlóan nagy termek egész sorát felfedezve. Ezek jelenleg a Pilis legnagyobb barlangtermei. Nyáron sor került a szifon spontán átúszására, amely videózásnak indult, de végül a hazai barlangkutatás történetének harmadik olyan szabad tüdős szifonátúszása lett, amely ismeretlen szifonba irányult. Sajnos a szifon mögött jelentős, új szakasz nem tárult fel.
2010. december 12-én nagy küzdelmek árán össze lett kötve a Vacska–Rejtekút-barlangrendszer a Legény–Leány–Ariadne-barlangrendszerrel és ezáltal létrejött az Ariadne-barlangrendszer. A rendszer leghosszabb tagja a Vacska-barlang volt az akkori körülbelül hat kilométeres hosszával. Még az év december végén az Ajándék-barlang felé vezető végponton, a Heliktoktitkos-szoroson túl sikerült jelentős továbbjutást elérni a Farkas-verem feltárásával. 2012 nyarán a T-ág végpontján sikerült a szűkület kivésésével átjutni, ahol a különleges képződményeiről nevezetes, 150 méter hosszú FiFa-ág tárult fel.